# Septoria persicariae
Septoria persicariae är en svampart som beskrevs av O'Gara 1917. Septoria persicariae ingår i släktet Septoria och familjen Mycosphaerellaceae.   Inga underarter finns listade i Catalogue of Life.